# Премия «Грэмми» за лучший музыкальный фильм
Премия «Грэмми» за лучший музыкальный фильм ежегодно присуждается исполнителям, режиссёрам и продюсерам музыкальных фильмов Национальной академией искусства и науки звукозаписи за «художественные достижения, техническое мастерство и значительный вклад в развитие звукозаписи без учёта продаж альбома и его позиции в чартах».

## Победители и номинанты
| Год  | Фильм                                                       | Исполнитель                                                                                             | Режиссёр(ы)                                 | Продюсер(ы)                                                                        | Номинанты | П      |
| ---- | ----------------------------------------------------------- | --- | ------------------------------------------- | ---------------------------------------------------------------------------------- | --- | ------ |
| 1984 | Duran Duran                                                 | Duran Duran (Ле Бон Саймон, Ник Роудс, Энди Тейлор, Джон Тейлор, Роджер Тейлор)                         | н/д                                         | н/д                                                                                | - Тони Бэзил — Word of Mouth | [ 2 ]  |
| 1985 | Making Michael Jackson’s Thriller                           | Майкл Джексон                                                                                           | н/д                                         | н/д                                                                                | - The Cars — Heartbeat City | [ 3 ]  |
| 1986 | The Heart of Rock 'n Roll                                   | Huey Lewis and the News (Марио Чиполлина, Джонни Колла, Билл Гибсон, Крис Хейз, Шон Хоппер, Хьюи Льюис) | Брюс Гауэрс                                 | н/д                                                                                | - Wham! — The Video | [ 4 ]  |
| 1987 | Bring on the Night                                          | Стинг                                                                                                   | Майкл Эптед                                 | Стинг                                                                              | - Yes — 9012Live | [ 5 ]  |
| 1988 | н/д                                                         | н/д | н/д                                         | н/д                                                                                | [ 6 ] |        |
| 1989 | н/д                                                         | н/д | н/д                                         | н/д                                                                                | [ 7 ] |        |
| 1990 | Rhythm Nation 1814                                          | Джанет Джексон                                                                                          | Доминик Сена Джонатан Дэйтон и Валери Фэрис | Эрис Макгэри Джонатан Дэйтон и Валери Фэрис                                        | - New Kids on the Block — Hangin' Tough | [ 8 ]  |
| 1991 | Please Hammer, Don’t Hurt 'Em: The Movie                    | MC Hammer                                                                                               | Руперт Уэйнрайт                             | Джон Отьен                                                                         | - The Who — Live: Featuring Rock Opera Tommy | [ 9 ]  |
| 1992 | Live! Madonna: Blond Ambition World Tour 90                 | Мадонна                                                                                                 | Дэвид Мале Марк Альдо Мичели                | Энтони Итон                                                                        | - Шинейд О’Коннор — Year of the Horse | [ 10 ] |
| 1993 | Diva                                                        | Энни Леннокс                                                                                            | Софи Мюллер                                 | Роб Смолл                                                                          | - Swiss Radio Symphony — Classic Visions 5: Gershwin, D’Albert, Strauss, Honegger | [ 11 ] |
| 1994 | Ten Summoner’s Tales                                        | Стинг                                                                                                   | Даг Никол                                   | Джули Фонг                                                                         | - Трэвис Тритт — A Celebration: A Musical Tribute to the Spirit of the Disable American Veteran | [ 12 ] |
| 1995 | Zoo TV: Live from Sydney                                    | U2 | Дэвид Мале                                  | Нед О’Хэнлон Рокки Олдхэм                                                          | - Мадонна — The Girlie Show: Live Down Under | [ 13 ] |
| 1996 | Secret World Live                                           | Питер Гэбриэл                                                                                           | Франсуа Жирар                               | Роберт Вар                                                                         | - Джеймс МакМертри — Where’d You Hide the Body | [ 14 ] |
| 1997 | The Beatles Anthology                                       | The Beatles                                                                                             | Боб Смитон Джефф Уонфор                     | Чипс Чипперфилд Нил Аспиналл                                                       | - Брюс Спрингстин — Blood Brothers | [ 15 ] |
| 1998 | Jagged Little Pill, Live                                    | Аланис Мориссетт                                                                                        | Аланис Мориссетт Стив Пёрселл               | Аланис Мориссетт Дэвид Мэй Глен Баллард Стив Пёрселл                               | - Различные исполнители — Blue Note: A Story Of Modern Jazz | [ 16 ] |
| 1999 | Rock & Roll Heart                                           | Лу Рид                                                                                                  | Тимоти Гринфилд-Сандерс                     | Карен Бернштейн Сьюзен Лэйси Тамар Хакер Тимоти Гринфилд-Сандерс                   | - Различные исполнители — Robert Altman’s Jazz '34: Remembrances of Kansas City Swing | [ 17 ] |
| 2000 | Band of Gypsys: Live at Fillmore East                       | Джими Хендрикс                                                                                          | Боб Смитон                                  | Чипс Чипперфилд Нил Аспиналл                                                       | - U2 — PopMart: Live from Mexico City | [ 18 ] |
| 2001 | Gimme Some Truth: The Making of John Lennon’s Imagine Album | Джон Леннон                                                                                             | Эндрю Солт                                  | Эндрю Солт Грег Вайнс Лесли Тонг Йоко Оно                                          | - Различные исполнители — The Art of Piano: Great Pianists of the 20th Century | [ 19 ] |
| 2002 | Recording The Producers: A Musical Romp with Mel Brooks     | Мел Брукс Бутси Коллинз                                                                                 | Сьюзен Фрёмке                               | Питер Гелб Сьюзен Фрёмке                                                           | - Моби — Play: The DVD | [ 20 ] |
| 2003 | Westway to the World                                        | The Clash                                                                                               | Дон Леттс                                   | н/д                                                                                | - Робби Уильямс — Live at the Albert | [ 21 ] |
| 2004 | Legend                                                      | Сэм Кук                                                                                                 | н/д                                         | Мэри Уортон Мик Гошанур Робин Клейн                                                | - Мадди Уотерс — Can’t Be Satisfied | [ 22 ] |
| 2005 | Concert for George                                          | Различные исполнители                                                                                   | Дэвид Лиленд                                | Джон Кеймен Оливия Харрисон Рэй Купер                                              | - Различные исполнители — Tom Dowd and the Language of Music | [ 23 ] |
| 2006 | No Direction Home                                           | Боб Дилан                                                                                               | Мартин Скорсезе                             | Энтони Уолл Джефф Розен Маргарет Бодд Мартин Скорсезе Найджел Синклер Сьюзен Лэйси | - Брайан Уилсон — Brian Wilson Presents Smile | [ 24 ] |
| 2007 | Wings for Wheels: The Making of Born to Run                 | Брюс Спрингстин                                                                                         | Том Зимни                                   | Том Зимни                                                                          | - Мадонна — I’m Going to Tell You a Secret | [ 25 ] |
| 2008 | The Confessions Tour: Live from London                      | Мадонна                                                                                                 | Юнас Окерлунд                               | Дэвид Мэй Сара Мартин                                                              | - Различные исполнители — The Songs of the New Cuban Underground | [ 26 ] |
| 2009 | Runnin' Down a Dream                                        | Tom Petty and the Heartbreakers                                                                         | Питер Богданович                            | Джордж Дракулиас Скот Брайт                                                        | - The Who — Amazing Journey: The Story of The Who | [ 27 ] |
| 2010 | The Beatles Love — All Together Now                         | Различные исполнители                                                                                   | Эдриан Уиллс                                | Джонатан Клайд Мартин Болдук                                                       | - Кит Урбан — Love, Pain & The Whole Crazy World Tour Live | [ 28 ] |
| 2011 | When You’re Strange                                         | The Doors                                                                                               | Том Дичилло                                 | Дик Вульф Джефф Джемпол Джон Беуг Питер Янковский                                  | - Blur — No Distance Left to Run - Ариф Мардин — The Greatest Ears in Town: The Arif Mardin Story - Rush — Beyond the Lighted Stage - The White Stripes — Under Great White Northern Lights                        | [ 29 ] |
| 2012 | Back and Forth                                              | Foo Fighters                                                                                            | Джеймс Молл                                 | Джеймс Молл Найджел Синклер                                                        | - Бейонсе — I Am… World Tour - Kings of Leon — Talihina Sky: The Story of Kings of Leon - A Tribe Called Quest — Beats, Rhymes & Life: The Travels of a Tribe Called Quest - TV on the Radio — Nine Types of Light | [ 30 ] |
| 2013 | Big Easy Express                                            | Mumford & Sons Edward Sharpe and the Magnetic Zeros Old Crow Medicine Show                              | Эмметт Маллой                               | Брайан Линг Майк Луба Тим Линч                                                     | - Sade — Bring Me Home: Live 2011 - Эсперанса Сполдинг — Radio Music Society - Tegan and Sara — Get Along - U2 — From the Sky Down                                                                                 | [ 31 ] |